# Гомелевка
Го́мелевка — село в Бурейском районе Амурской области России. Входит в Малиновский сельсовет.

## География
Село Гомелевка стоит на правом берегу реки Бурея.
Дорога к селу Гомелевка идёт на юго-запад (вниз по Бурее) от районного центра посёлка Новобурейский (через Малиновку).
Расстояние до районного центра Новобурейский — 18 км, расстояние до административного центра Малиновского сельсовета села Малиновка — 13 км.
В двух километрах ниже Гомелевки стоит село Усть-Кивда.
Автомобильная дорога в село Новоспасск Архаринского района (на левом берегу Буреи), работала паромная переправа. (паромная переправа прекратила свою работу после ввода автомобильного моста через реку Бурея близ поселка Новобурейский)

## Население
| 2002 | 2010 | 2012 | 2013 | 2014 | 2015 | 2016 |
| ---- | ---- | ---- | ---- | ---- | ---- | ---- |
| 23   | ↘18  | ↘13  | ↘12  | ↘9   | →9   | ↘6   |
| 2017 | 2018 |      |      |      |      |      |
| ↘3   | ↘2   |      |      |      |      |      |